# Lilian Scripnic
Lilian Scripnic (n. 16 aprilie 1973, Galați, România) este un deputat român, ales în 2020 din partea AUR. 